# Préfecture autonome mongole de Bayin'gholin
Pour les articles homonymes, voir Bayangol.
Cette page contient des caractères spéciaux ou non latins. S’ils s’affichent mal (▯, ?, etc.), consultez la page d’aide Unicode.
La préfecture autonome mongole de Bayin'gholin (chinois : 巴音郭楞蒙古自治州 ; pinyin : Bāyīnguōlèng měnggǔ Zìzhìzhōu ; Mongol (mongol de Chine) : ᠪᠠᠶᠠᠨᠭᠣᠣᠯ ᠮᠣᠩᠭᠣᠯ ᠥᠪᠡᠷᠲᠡᠭᠡᠨ ᠵᠠᠰᠠᠬᠤ ᠵᠧᠦ ; Oïrat : ᡋᠠᡕᠠᠨᡎᡆᠯ ᡏᡆᡊᡎᡆᠯ ᡄᡋᡄᠷᡄᡃᠨ ᠴᠠᠰᠠᡍᡇ ᡓᡇᡇ (Bayanγol mongγol ebereen zasaqu ǰuu) ; ouïghour : بايىنغولىن موڭغۇل ئاپتونوم ئوبلاست / Bayinğolin Mongğul Aptonom Oblasti) est une subdivision administrative de la région autonome du Xinjiang en Chine. Son chef-lieu est la ville de Korla.

## Climat
Le climat est de type continental sec. Les températures moyennes pour la ville de Korla vont d'environ −6 °C pour le mois le plus froid à +26 °C pour le mois le plus chaud, avec une moyenne annuelle de 11,7 °C, et la pluviométrie y est de 53 mm.

## Démographie
La population de la préfecture était estimée à 1 056 400 habitants en 2000 et à 1 130 000 habitants en 2004.

## Économie
En 2006, le PIB total a été de 41,0 milliards de yuans, et le PIB par habitant de 33 689 yuans.

## Géographie

### Subdivisions administratives
La préfecture autonome de Bayin'gholin exerce sa juridiction sur neuf subdivisions - une ville-district qui est son chef-lieu, sept xian et un xian autonome :
- la ville-district de Korla — 库尔勒市, kù'ěrlè shì ;
- le xian de Luntai — 轮台县, Lúntái xiàn ;
- le xian de Yuli — 尉犁县, yùlí xiàn ;
- le xian de Ruoqiang — 若羌县, ruòqiāng xiàn ;
- le xian de Qiemo — 且末县, qiěmò xiàn ;
- le xian de Hejing — 和静县, héjìng xiàn ;
- le xian de Hoxud — 和硕县, héshuò xiàn ;
- le xian de Bohu — 博湖县, bóhú xiàn ;
- le xian autonome hui de Yanqi — 焉耆回族自治县, yānçí huízú zìzhìxiàn.

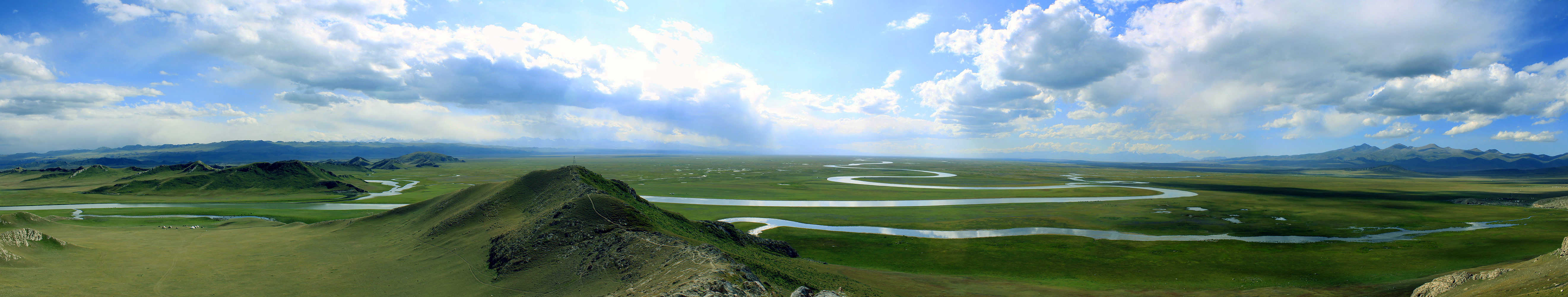
Steppe de Bayanbulak